# Sergei Iwanowitsch Filatow
Sergei Iwanowitsch Filatow (russisch Сергей Иванович Филатов; * 25. September 1926; † 3. April 1997) war ein sowjetischer Dressurreiter und Olympiasieger.
Bei den Olympischen Spielen 1960 in Rom gewann er auf dem Achal-Tekkiner Rapphengst Absent die Goldmedaille in der Dressur. Vier Jahre später gewann er mit dem gleichen Pferd noch einmal Bronze im Einzel und mit der Mannschaft. Absent war der Sohn von Arab, des Pferdes, auf dem Marschall Schukow 1945 auf dem Roten Platz in Moskau die Siegesparade anlässlich der Beendigung des Zweiten Weltkriegs abnahm.
Dies war sowohl der erste Sieg für die Sowjetunion im Dressurreiten als auch für die Pferderasse Achal-Tekkiner bei Olympischen Spielen.